# 조완규 (바둑 기사)
조완규(趙完珪, 2001년 3월 26일 ~ )는 대한민국의 바둑 기사이다.

## 약력
경기도 군포 출신으로 진석바둑도장에서 전영규, 김형우 사범의 바둑 지도를 받았다. 2012년 제12회 한화생명배 세계어린이국수전에서 3위를 차지했다. 2018년 조아바이톤배 루키리그에서 함양인삼 소속 선수로 활약했고 2018 삼성화재배 월드바둑마스터스 통합예선에 출전한 바 있다. 2019년 제143회 일반입단대회를 통해 입단했다. 2022년에 5단으로 승단했다.